# 科尔内尔·内姆措克
科尔内尔·内姆措克（羅馬尼亞語：Cornel Nemțoc，1974年2月8日—），罗马尼亚男子赛艇运动员。他曾代表罗马尼亚参加世界赛艇锦标赛，获得一枚金牌、二枚银牌和四枚铜牌。他也曾参加1996年和2000年夏季奥运会。